# Clan Chisholm
Chisholm ist der Name eines schottischen Clans, der ursprünglich aus der Grafschaft Chiesholme in Berwick- und Roxburghshire kam und normannischen Ursprungs war. 

## Geschichte
Als Robert von Chiesholme 1359 Constable von Urquhart Castle am Westufer des Loch Ness wurde, ließen sich Teile der Familie im Gebiet um Inverness nieder, vor allem im nördlichen Westen vom Loch Ness. 1715 nahmen etwa 200 Clansangehörige auf Seiten der Jakobiten an der Schlacht von Sheriffmuir teil; 1746 kämpfte der Clan in der Schlacht von Culloden. Das Motto des Clans lautet Feros ferio („Ich bin kämpferisch mit den Kämpferischen“).

Clan-Abzeichen
Wappen der Chisholm of Chisholm
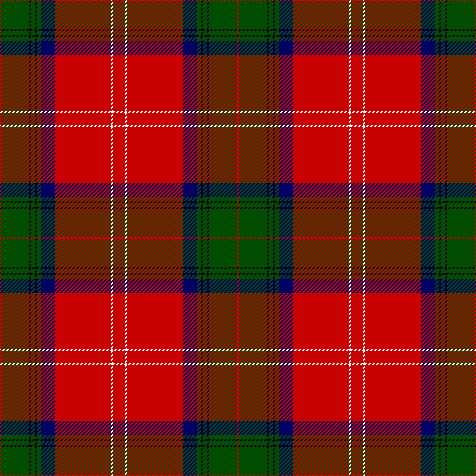
Chisholm-Tartan